# Fukuoka Shota
Shota Fukuoka (福岡 将太 (Phúc Cương Tướng Thái) Fukuoka Shota, sinh ngày 24 tháng 10 năm 1995 ở Tokyo) là một cầu thủ bóng đá người Nhật Bản. Anh thi đấu cho Tochigi SC.

## Sự nghiệp thi đấu
Shota Fukuoka gia nhập câu lạc bộ tại J2 League; Shonan Bellmare năm 2014. Năm 2015, he moved theo dạng cho mượn to câu lạc bộ J3 League; Fukushima United FC.

## Thống kê câu lạc bộ
Cập nhật đến ngày 23 tháng 2 năm 2016.
| Thành tích câu lạc bộ | Thành tích câu lạc bộ | Thành tích câu lạc bộ | Giải vô địch | Giải vô địch | Cúp                   | Cúp                   | Tổng cộng | Tổng cộng |
| Mùa giải              | Câu lạc bộ            | Giải vô địch          | Số trận      | Bàn thắng    | Số trận               | Bàn thắng             | Số trận   | Bàn thắng |
| Nhật Bản              | Nhật Bản              | Nhật Bản              | Giải vô địch | Giải vô địch | Cúp Hoàng đế Nhật Bản | Cúp Hoàng đế Nhật Bản | Tổng cộng | Tổng cộng |
| --------------------- | --------------------- | --------------------- | ------------ | ------------ | --------------------- | --------------------- | --------- | --------- |
| 2014                  | Shonan Bellmare       | J2 League             | 0            | 0            | 0                     | 0                     | 0         | 0         |
| 2015                  | Fukushima United FC   | J3 League             | 12           | 0            | 1                     | 0                     | 13        | 0         |
| Tổng                  | Tổng                  | Tổng                  | 12           | 0            | 1                     | 0                     | 13        | 0         |